# Чичиуалько
Чичиуалько (исп. Chichihualco) — город и административный центр муниципалитета Леонардо-Браво в мексиканском штат Герреро. Численность населения, по данным переписи 2010 года, составила 10 690 человек.

## Название
Название города происходит из языка науатль: chichihual — женская грудь и co — внутри, что можно перевести как место, где вскармливают грудью.